# Гельтендорф
Гельтендорф (нем. Geltendorf) — община в Германии, в земле Бавария. 
Подчиняется административному округу Верхняя Бавария. Входит в состав района Ландсберг-на-Лехе.  Население составляет 5572 человека (на 31 декабря 2010 года). Занимает площадь 34,81 км².
Коммуна подразделяется на 8 сельских округов.

## Население
По оценке на 31 декабря 2015 года население общины Гельтендорф составляет 5556 чел. 

| Дата      | 1840 | 1871 | 1900 | 1925 | 1939 | 1950 | 1961 | 1970 | 1987 | 2011 |
| --------- | ---- | ---- | ---- | ---- | ---- | ---- | ---- | ---- | ---- | ---- |
| Население | 1286 | 1460 | 1491 | 1751 | 1977 | 2985 | 2977 | 3249 | 3850 | 5426 |

| Год       | 1960 | 1970 | 1980 | 1990 | 2000 | 2009 | 2010 | 2011 | 2012 | 2013 | 2014 | 2015 |
| --------- | ---- | ---- | ---- | ---- | ---- | ---- | ---- | ---- | ---- | ---- | ---- | ---- |
| Население | 2886 | 3293 | 3543 | 4313 | 5306 | 5586 | 5572 | 5450 | 5443 | 5435 | 5444 | 5556 |